# Dácio Vieira
Dácio Vieira (nascido em Araguari, Minas Gerais) é um desembargador brasileiro.

## Biografia
Graduou-se na primeira turma de Direito da Universidade de Brasília, em 1967. Advogado militante em Brasília, o desembargador tomou posse no Tribunal de Justiça do Distrito Federal e dos Territórios em maio de 1994, pelo quinto constitucional da Ordem dos Advogados do Brasil – Seccional DF.
Exerce atualmente a presidência da 5ª Turma Cível do Tribunal de Justiça do Distrito Federal e dos Territórios. Exerceu, interinamente, até julho de 2007, os cargos de corregedor, vice-presidente e presidente do Tribunal Regional Eleitoral do Distrito Federal. Foi professor de Ética e Legislação dos Meios de Comunicação no Centro Universitário de Brasília, na primeira composição do seu quadro docente.

### Censura ao O Estado de S. Paulo
Dácio Vieira concedeu liminar proibindo o jornal O Estado de S. Paulo de publicar reportagens sobre a ligação entre a família Sarney e o escândalo dos atos secretos do Senado.
Segundo o jornal, Vieira foi consultor jurídico do Senado e é próximo de José Sarney e Agaciel Maia, tendo aparecido em fotografia de coluna social ao lado do senador no casamento da filha do ex-diretor-geral do Senado.